# Jayma Mays
Jayma Suzette Mays (ur. 16 lipca 1979 w Grundy) – amerykańska aktorka filmowa i telewizyjna. Znana głównie z epizodycznych ról w licznych serialach telewizyjnych, np. Pushing Daisies, Heroes czy Ugly Betty. Od 2009 roku, odgrywa rolę ogarniętej mizofobią szkolnej psychoterapeutki, Emmy Pillsbury, w serialu komediowym stacji FOX Glee.

## Filmografia

### Filmy
| rok  | film                                                                      | rola                 | uwagi |
| ---- | ------------------------------------------------------------------------- | -------------------- | ----- |
| 2005 | Red Eye Red-Eye                                                           | Cynthia              |       |
| 2006 | Randki w ciemno Blind Dating                                              | Mandy                |       |
| 2006 | Sztandar chwały Flags of Our Fathers                                      | pielęgniarka         |       |
| 2007 | Ciastko z niespodzianką Smiley Face                                       | aktorka w poczeklani |       |
| 2007 | Wielkie kino Epic Movie                                                   | Lucy                 |       |
| 2007 | Bar Starz                                                                 | Tiffany              |       |
| 2008 | Bruce i Lloyd dorywają Smarta Get Smart's Bruce and Lloyd: Out of Control | Nina                 |       |
| 2009 | Oficer Blart Paul Blart: Mall Cop                                         | Amy Anderson         |       |
| 2011 | Smerfy The Smurfs                                                         | Grace Winslow        |       |
| 2013 | Smerfy 2 The Smurfs 2                                                     | Grace Winslow        |       |
| 2013 | Last Weekend                                                              | Blake Curtis         |       |
| 2015 | Larry Gaye: Renegade Male Flight Attendant                                | April Farnekowski    |       |
| 2017 | Barry Seal: Król przemytu American Made                                   | Dana Sibota          |       |

### Telewizja
| rok       | film                                           | rola              | uwagi |
| --------- | ---------------------------------------------- | ----------------- | --- |
| 2004      | Joey                                           | Molly             | s01e03: „Joey and the Party” (Joey i impreza) |
| 2005      | Wielki powrót The Comeback                     | sprzedawczyni     | s01e05: „Valerie Demands Dignity” |
| 2005      | Sześć stóp pod ziemią Six feet under           | Donna             | s05e06: „The Rainbow of Her Reasons” (Powody mogą być różne) |
| 2005      | Jak poznałem waszą matkę How I met your mother | szatniarka        | s01e05: „Okay Awesome” |
| 2005      | Oczytana Stacked                               | Brenda            | s02#e06: „Nobody Says I Love You” |
| 2005–2006 | Ekipa                                          | Jennifer          | 2 epizody: s02e05 „Neighbors” s03e12 „Sorry, Ari”, |
| 2006      | If You Lived Here, You'd Be Home Now           | Sandra            | odcinek pilotażowy |
| 2006      | 30 Even Scarier Movie Moments                  | ona sama          | miniserial telewizyjny |
| 2006      | Studio 60 Studio 60 on the Sunset Strip        | Daphne            | s01e01: „Pilot” |
| 2006      | Dr House House, M.D.                           | Hannah            | s02e18: „Sleeping Dogs Lie” (Sen sprawiedliwej) |
| 2006      | Herosi Heroes                                  | Charlie Andrews   | 4 epizody: s01e08: „Seven Minutes to Midnight” s01e09: „Homecoming” s01e10: „Six Months Ago” s04e06: „Tabula Rasa” s04e08: „Once Upon a Time in Texas” |
| 2007      | Nice Girls Don't Get the Corner Office         | Angela            | odcinek pilotażowy |
| 2007      | Back to You                                    | Shelley           | s01e15: „Date Night” |
| 2007      | Brzydula Betty Ugly Betty                      | Charlie           | 8 epizodów: * 6 epizodów w 2007 r. s01e16: „Derailed” (Zagubienie) s01e17: „Icing on the Cake” (Tort urodzinowy) s01e20: „Petra-Gate” (Nieoczekiwane propozycje) s01e21: „Secretaries Day” (Dzień sekretarek) s01e23: „East Side Story” (Musical) s02e01 „How Betty Got Her Grieve Back” (Betty i jej smutki) * 2 epizody w 2008 r. s02e14: „Twenty-Four Candles” (24 świeczki) s02e16: „Betty's Baby Bump” (Poród i inne niefortunne zdarzenia) |
| 2007      | Zaklinacz dusz Ghost Whisperer                 | Jennifer Billings | s03e01: „The Underneath” |
| 2008      | Gdzie pachną stokrotki Pushing Daisies         | Elsita / Elsa     | s01e04: „Pigeon” (Gołębica) |
| 2009-2015 | Glee                                           | Emma Pillsbury    | w serialu regularnie |

## Nagrody
- Nagroda Gildii Aktorów Ekranowych
  - Wygrana: SAG Najlepszy zespół aktorski w serialu komediowym lub musicalu
  - (2009) za Glee